# Heinrich IV. (Brabant)
Heinrich IV.  (* um 1251; † nach 1272) war Herzog von Brabant von 1261 bis 1267. Er war der Sohn von Herzog Heinrich III. und Adelheid von Burgund.
Er folgte seinem Vater als Herzog im Alter von 10 Jahren unter der Vormundschaft seiner Mutter. Deren Herrschaft wurde von ihrem Schwager Heinrich I. von Hessen und einem Vetter, Heinrich von Löwen, Herr von Gaesbeek, angefochten.
Heinrich IV., dem Schwachsinn nachgesagt wird, trat 1267 von seinem Ämtern zugunsten seines Bruders Johann I. zurück. Er wurde Novize in der Abtei Saint Bénigne in Dijon (Burgund), wo er am 1. Oktober 1269 sein Gelübde ablegte. Das letzte Zeugnis von ihm stammt vom 28. April 1272.